# Giuseppe Ria

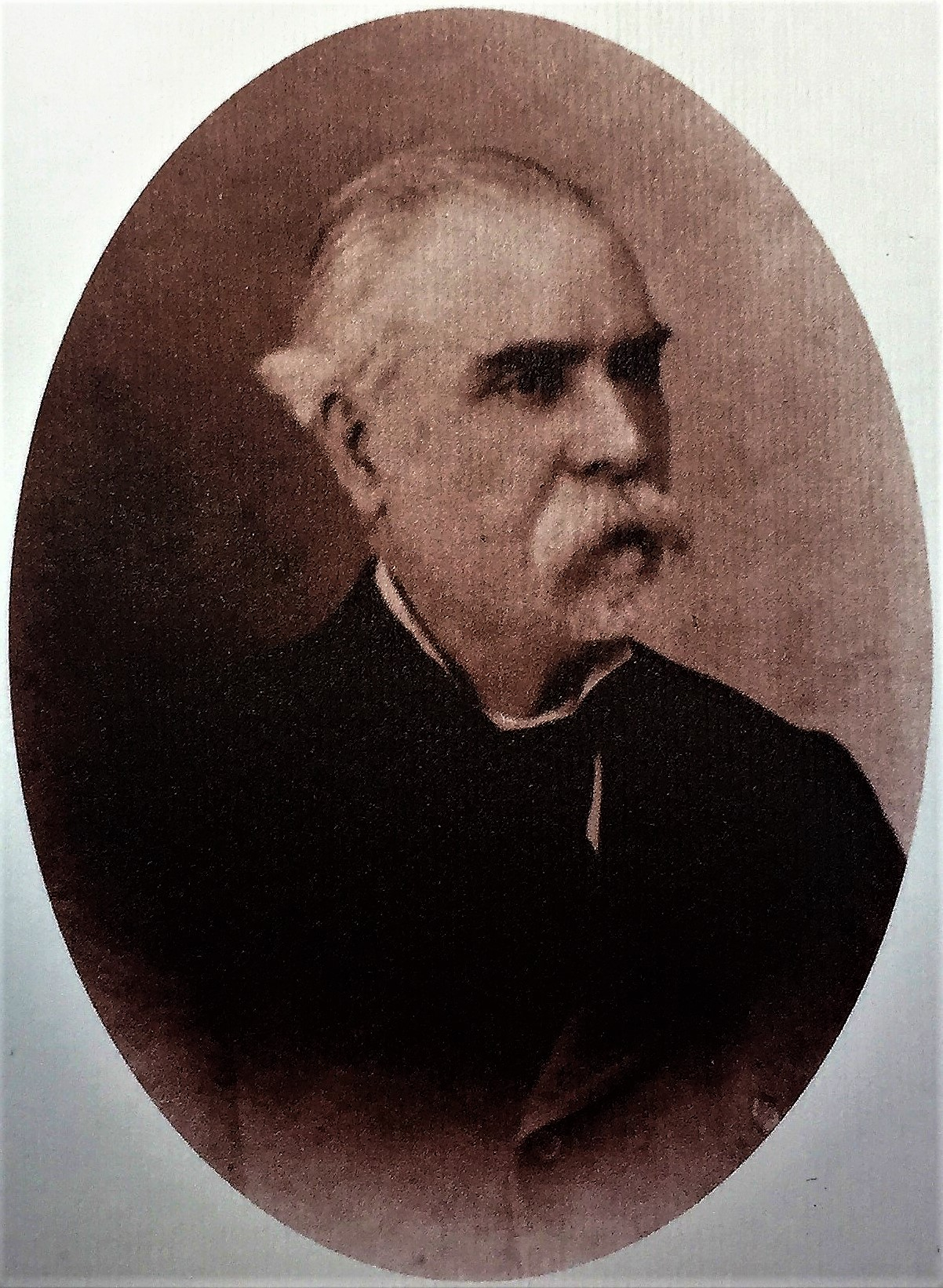
Ritratto Giuseppe Ria

Giuseppe Ria (Tuglie, 19 febbraio 1839 – Napoli, 23 novembre 1926) è stato un medico italiano.

## Biografia

### Primi studi e impegno giovanile
Giuseppe Beniamino Leonardo Ria nacque a Tuglie il 19 febbraio 1839 da Franco Ria e Giuseppa Picciolo, ma visse con il patrigno Giuseppe Romano.
I suoi primi studi furono compiuti a Nardò "nel collegio della mia educazione letteraria" come egli stesso ricordava; poi dalla periferica provincia salentina si trasferì a Napoli e divenne studente del Collegio Medico. Proveniente da una famiglia di possidenti, fu incoraggiato a intraprendere la professione medica fin dalla tenera età.
Negli anni trascorsi nel Collegio Medico, Ria "era tenuto d' occhio per le sue continue indisciplinatezze" a tal punto da essere descritto come l'ex-enfant terrible.

Prese anche parte attivamente ai movimenti in favore dell'Unità d'Italia e così lo ricordava Giuseppe Vinci:
Tutti i sentimenti più alti, le aspirazioni più nobili hanno sempre agitato il vostro animo generoso. Studente nel Collegio Medico sentiste il fuoco della libertà che pervase tutte le menti nei tempi gloriosi in cui l'Unità Italiana si sospirava ed insieme con altri valorosi convittori foste rinchiuso in carcere. Il Rettore del tempo, un Canonico bene accetto alla Corte Borbonica, scelse fra 300 alunni solo 25, che egli credé fertili d'ingegno e di cuore e li consegnò ai birri del Commissariato di San Giovanni in Porta. Era la politica del tempo.
Difatti per questo suo coinvolgimento, Ria fu arrestato e condannato; in carcere conobbe il gallipolino Emanuele Barba, anch'egli attivo sostenitore della causa italiana.
Per la profonda amicizia che sempre lo unirà ad Emanuele Barba, Ria accettò di recarsi a Gallipoli nel luglio del 1877, su invito dello stesso collega, per visitare il nuovo Ospedale; al suo rientro inviò al giornale Il Municipio di Napoli, una lettera nella quale metteva in rilievo le ottime qualità della struttura, perché fosse pubblicata.

### L'attività di docente
Una volta superato il periodo dei disordini, Giuseppe Ria conseguì la laurea in medicina e riuscì ad affermarsi nell'ambiente napoletano vincendo numerosi concorsi, benché la sua vita familiare, dopo il matrimonio con Giulia De Filippis, fosse stata turbata dalla prematura morte dei figli. Così li ricorda, infatti, nella dedica a stampa del volume La Idroterapia del medico moderno:
... i miei due cari figliuoli / Elisa e Franchino / crudelmente rapiti alla dolcezza dei paterni amplessi.
A trent'anni divenne Assistente del professor Antonio Cardarelli nell'Ospedale napoletano sito nel Complesso di Gesù e Maria.
Dal 1868 fu Professore pareggiato di Farmacologia presso la Regia università di Napoli, nel 1869 fondò lo studio della Terapia Clinica e con la legge del 30 maggio 1875 sulla libera docenza riuscì ad ottenere il titolo di Docente libero per questa disciplina e, inoltre, fu il primo a conseguirlo per Farmacologia. Lo stesso anno pubblicò il Saggio di Terapia speciale, primo tentativo italiano di un'opera di questo genere.
Nel 1883 abbandonò l'insegnamento di Farmacologia per dedicarsi completamente a quello della Clinica, assolvendo contemporaneamente al suo ruolo di medico ordinario nell'Ospedale degli Incurabili.

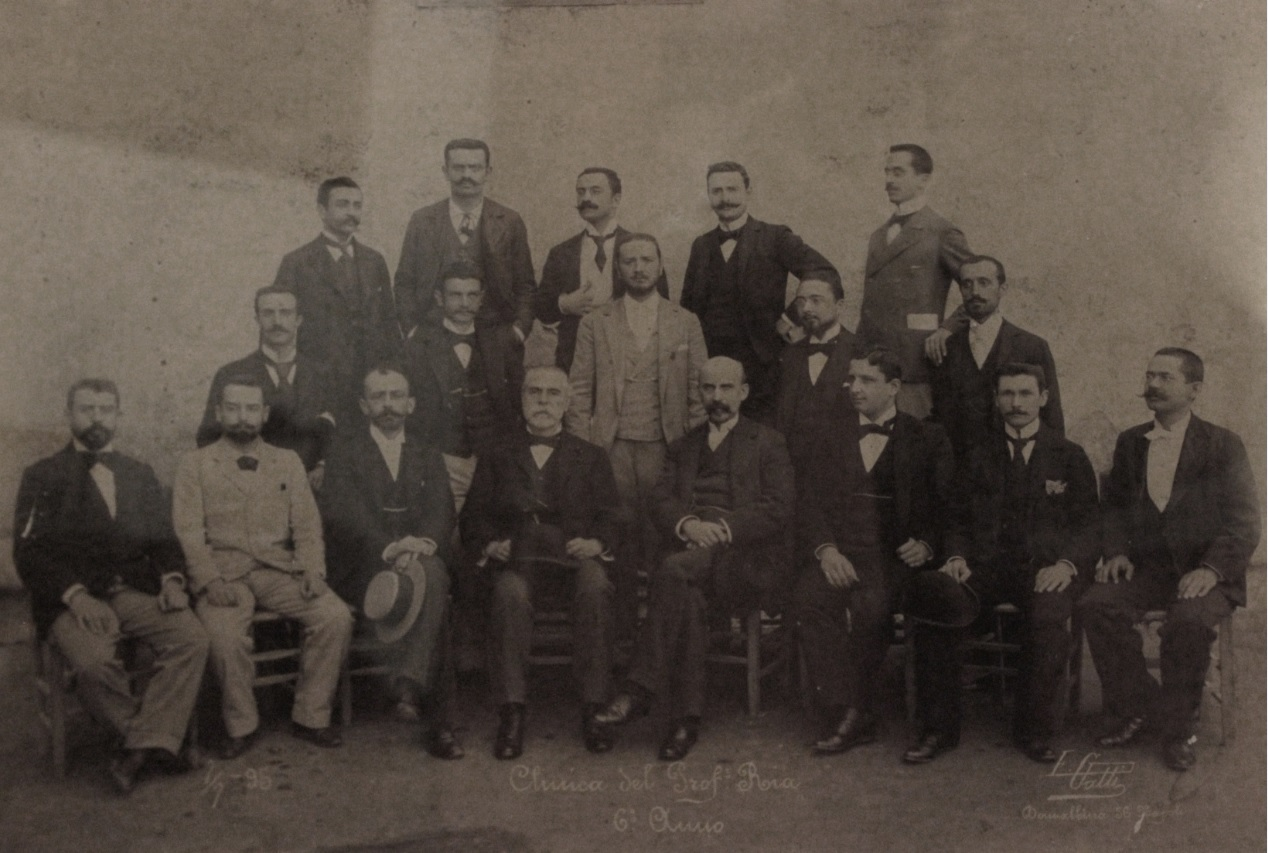
Foto di classe 1895 della Clinica Ria. Al centro, in prima fila, seduto, leggermente sulla sinistra, il professor Ria.

Come in molti medici e scienziati della seconda metà dell'Ottocento, anche in Ria emerse una forte componente pedagogica. Criticava gli esami ("la commedia degli esami!")  che, a suo parere, non garantivano a sufficienza né l'esaminato né l'esaminatore né la scuola stessa.
Nel campo degli studi medici, inoltre, Ria respingeva le diagnosi che non scaturivano da una conoscenza profonda della situazione del malato. Tenendo fede a un moderato empirismo, credeva fermamente che anche eventuali errori diagnostici potessero essere fonte di esperienza e crescita per il medico.

Benché orgoglioso del proprio insegnamento, si rendeva conto della necessità di un lavoro costante affinché non fossero formati solo 'tecnici' di una disciplina ma soprattutto 'maestri'.
... un insegnamento qualsiasi debb' essere sempre un apostolato, e se così non è, esso partecipa del suo elevato ambiente, si confonde col mestiere e la scuola perde la nobiltà della sua missione. La scuola è sempre, nel mio modo d'intenderla, istruzione ed educazione. Se nella scuola di coltura generica si dee istruire la mente del giovanetto ed educare il suo cuore, anche negli studi superiori s'istruisce la mente e si educa il cuore del giovane, quando gli si dimostra la bontà della disciplina, alla quale egli dedica la attività scientifica; quando gli si palesa il modo migliore d'insegnarla e quando gli si dice il modo più corretto di esercitarla. 
Anche per perseguire questo scopo Ria raccolse e pubblicò le proprie lezioni, ricche di citazioni letterarie, in conformità con il profilo del medico umanista rimasto vivo a lungo nella tradizione meridionale.

### L'impegno sociale
Un intervento che manifesta la profonda umanità che accompagnava l'impegno civile e la perizia tecnica del medico, è senz'altro quello sul trattamento delle persone affette da rabbia:
Non vi resta che essere i preziosi amici di questo condannato (del rabbioso), perché la società lo fugge temendolo, ed egli la chiede per confortarsi. Ora che dubitiamo per esperienza se la rabbia si trasmetta dall'uomo all'uomo, possiamo essere più cordiali con l'arrabbiato, confortandolo con la nostra presenza e con la nostra parola, senza condannarlo a un busto di forza quasi fosse il più furioso maniaco, né alla catena del prigioniero del Byron nel castello di Chillon.
Con orgoglio nazionale rivendicava, contro coloro che vedevano negli studiosi stranieri i precursori di ogni progresso scientifico, anticipazioni e risultati tutti italiani e guardava ad esempio alla Scuola Napoletana. Con il proprio lavoro contribuì alla crescita italiana in ambito medico-scientifico, introducendo innovative tecniche terapeutiche nella cura del tifo. Partecipava inoltre attivamente ai Congressi scientifici, di cui pubblicava resoconti significativi.
Fu Socio Onorario della Regia Accademia medico-chirurgica di Napoli e diresse la rivista medica Gl' Incurabili in cui, inoltre, stampò i propri studi e pubblicò quelli dei suoi allievi più promettenti. Fra questi ricordava con orgoglio il Dottor Masi, suo Alunno di Clinica medica, il quale fece la sua tesi di Laurea su un raro caso clinico "...noi pubblichiamo qui una parte di quel suo lavoro, non solo per meritata deferenza a lui, ma eziandio perché non si perda la notizia di un caso clinico così raro, studiato nella nostra scuola di Clinica".

Nel 1907 l'Associazione Liberi Docenti della Regia Università e degli Istituti Superiori istituì un Comitato (con a capo il professor Giovanni Amellino), per festeggiare Giuseppe Ria, che dell'Associazione era il Presidente. Fu anche istituito un premio da conferirsi biennalmente dall'Associazione allo studente universitario più meritevole, per turno di Facoltà. All'omaggio parteciparono colleghi ed ex allievi; con queste parole Modestino Del Gaizo tracciò l'iter dell'amico Giuseppe Ria:
(...) eccellente maestro di Terapia; insegnamento che Voi davate per la parte dottrinale in un'aula presso la Farmacia degl' Incurabili e per la parte pratica nelle sale ospedaliere del Gesù Maria e dello Incurabili, dei quali ospedali voi eravate Medico per concorsi vinti. Era un insegnamento completo, sotto l'aspetto della Storia naturale e della Fisiologia dei farmaci, ed era congiunto alla Terapia clinica. Prima della forma ufficiale, questo insegnamento ebbe carattere privato per opera vostra; ne recano documento i vostri scritti clinici. Se dico ciò della Terapia clinica non lascio nella penna che Voi colla scuola e cogli scritti avete per ben sette lustri educato molte generazioni alla sennata Clinica medica quale Libero Docente di Clinica medica nella R. Università di Napoli con insegnamento nello Incurabili. La numerosa scolaresca che ogni anno vi ha circondato è prova evidente dell'amore e della dottrina, coi quali avete alimentato la scuola. La vostra dottrina fu pari alla bontà dell'animo. Nei tristi giorni, quando Napoli fu desolata dal colera, Voi una volta nel Lazzaretto della Pacella, ed un'altra nel rione Vicaria assisteste con sapienza e carità i poveri colerosi. 
Il 23 novembre 1926, dopo diversi anni dal suo ritiro dall'insegnamento, Giuseppe Ria morì nella sua casa napoletana sita al numero 61 di Via Duomo a Napoli.

## L'attività medica

### La lotta contro il colera
La città di Napoli fu più volte colpita dal colera nel corso dell'Ottocento. La prima epidemia risale al 1835-1837 e fu documentata da Domenico Meli:
Non tutti i quartieri della città ne sono stati attaccati in pari modo. Cominciato nel Quartiere di Porto, il più umido ed il più insalubre della città, abitato tutto da persone del popolo e povere, con vicoli stretti e malsani ed umidi, nel medesimo ha fatto la strage maggiore. I due prossimi quartieri di Mercato e di Pendino, insalubri anch'essi e da miserabili genti ingombrati, con mestieri poco sani, ed in mezzo a strade umide, sudici senz'aria, vengono in seconda linea. Il quartiere di Vicaria dal settentrione, e quelli di S. Ferdinando e Chiaja, verso occidente, ed in contatto con i precedenti succedono. 
L'epidemia che dilagò nel 1865-67 registrò 3.977 casi di infezione su una popolazione di 447.065 abitanti; 2.301 furono i morti. Sono questi i dati relativi a Napoli; per quanto riguarda i dati relativi alla Sezione Vicaria, nelle Lettere storico-cliniche del colera è riportata la seguente tabella:

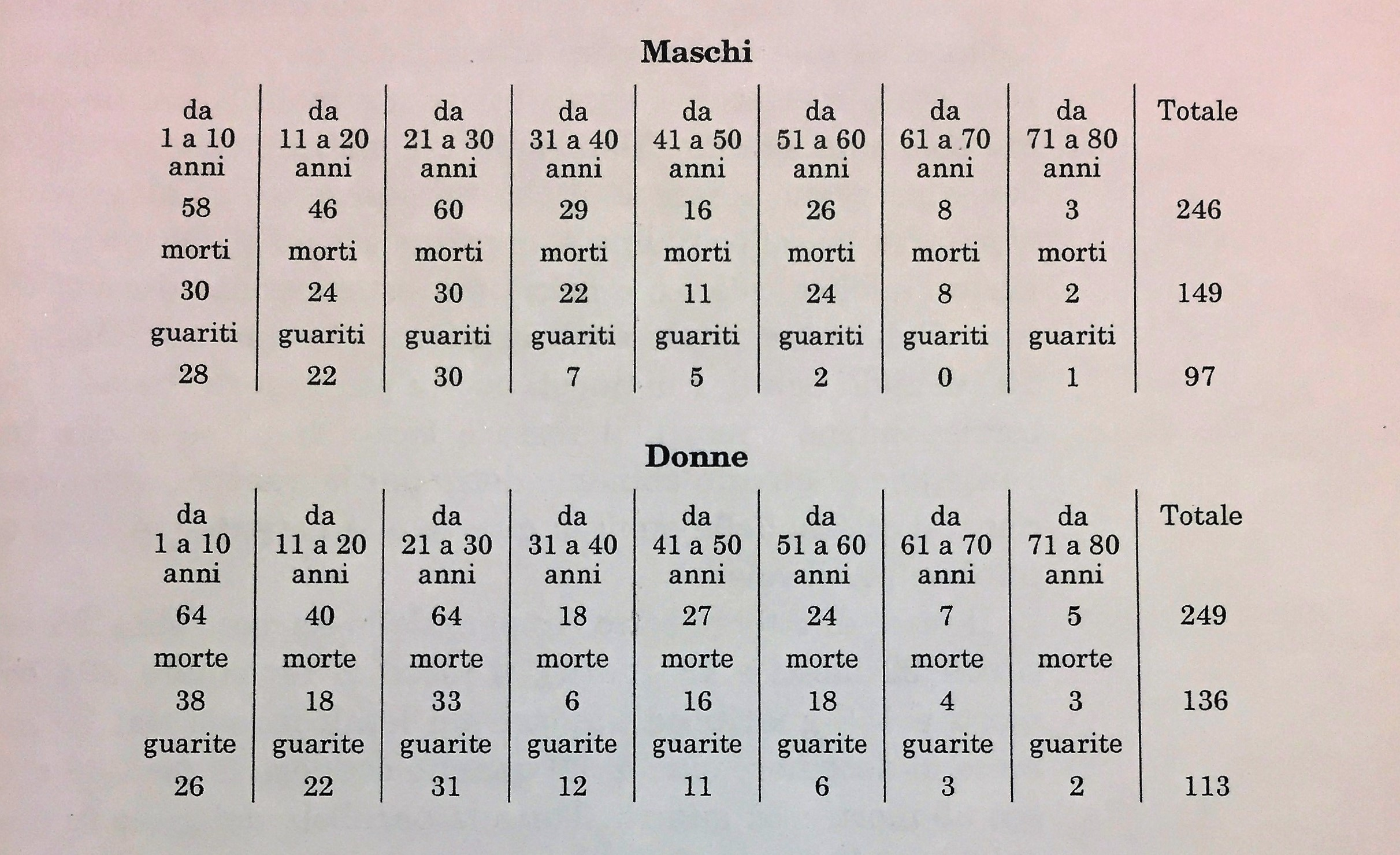
Statistica dei malati di colera nella Sezione Vicaria, 1866

Probabilmente la stima è riduttiva, in quanto molti casi di colera non furono riconosciuti e la causa di molte morti fu attribuita a malattie comuni come la gastroenterite e "altri morbi acuti dei visceri e del petto".
L'epidemia del triennio 1865-67 fu meno violenta rispetto alle precedenti; poiché le condizioni topografiche della città non erano variate, Ria riteneva che avendo i Napoletani vissuto molto tempo sotto "l'impero della causa morbosa (...) non cogliendoci vergini quando all'improvviso si accende, abbiamo più forza a resisterle ed a fare noi alquanto mite ciò che sarebbe violento".

#### Lettere storico-cliniche del colera nella Sezione Vicaria

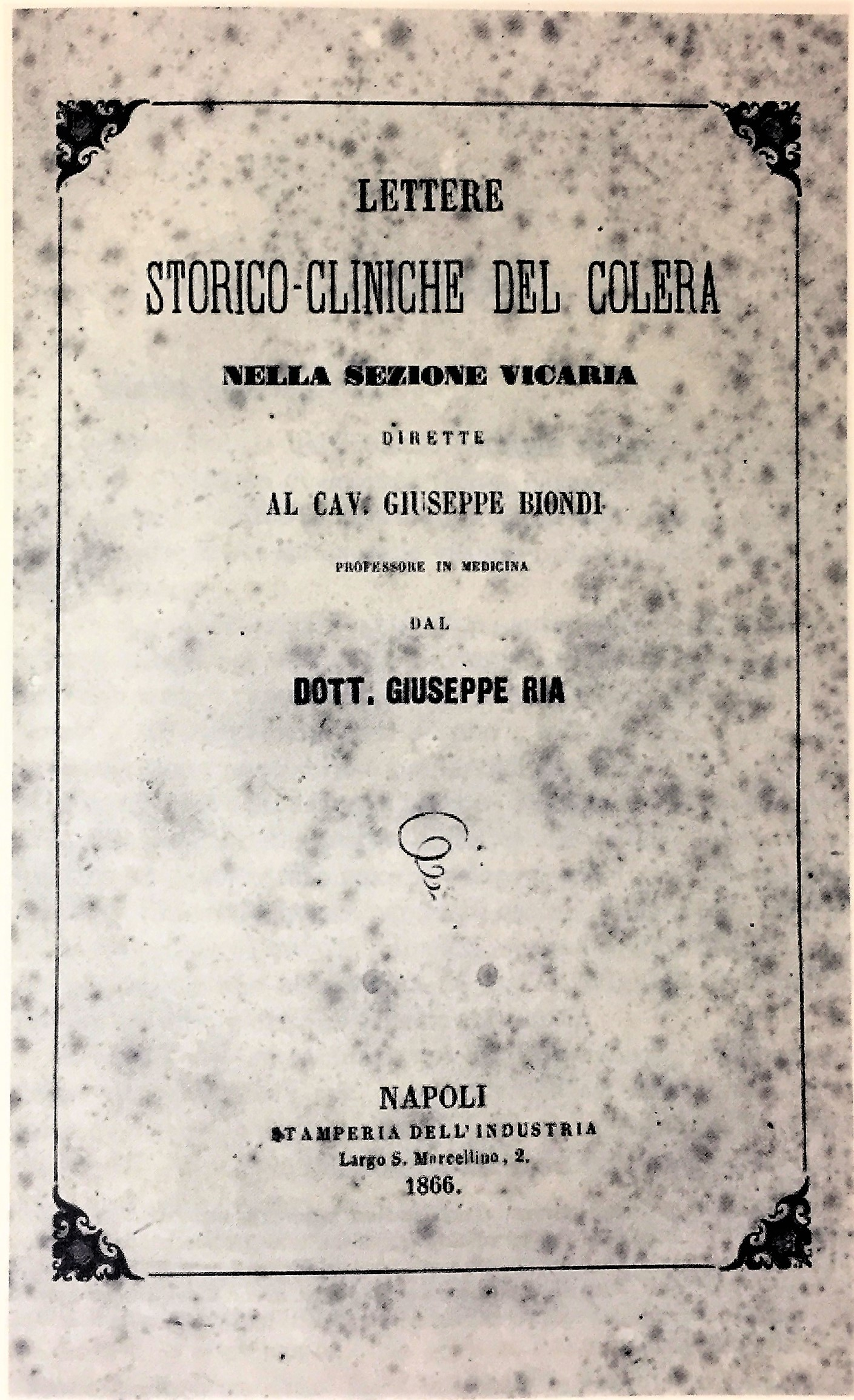
Frontespizio delle "Lettere storico-cliniche nella Sezione Vicaria", 1866

Le Lettere storico- cliniche del colera nella Sezione Vicaria dirette al Cav. Giuseppe Biondi Professore di Medicina dal Dott. Giuseppe Ria, hanno il pregio di essere un'opera giovanile (nel 1866 Giuseppe Ria aveva 27 anni), sono il resoconto di un'esperienza sul campo ma sono anche il documento di un linguaggio 'tecnico' che spesso fa ricorso alle risorse della letteratura.
Difatti l'eco degli studi classici è presente in tutte le opere di Ria, con riferimento alla letteratura medica degli antichi (Ippocrate, Galeno, Celso) e dei contemporanei stranieri e italiani ( Salvatore Tommasi, Arnaldo Cantani). Ampi sono anche i richiami ai testi letterari antichi e moderni; Dante è largamente ricordato nelle Lettere storico-cliniche del colera, anche Manzoni è variamente utilizzato, in particolare nel Saggio di Terapia Speciale, così come il latino Orazio ed alcuni contemporanei, quali Tommaso Grossi, Niccolò Tommaseo, Giovanni Prati, Mario Rapisardi.
L'argomento trattato nelle Lettere storico-cliniche rispecchia la realtà di un'epidemia frequente e tragica, quel cholera morbus tanto temuto quanto poco conosciuto; un'esperienza sul campo di cui l'autore dava un preciso resoconto, mettendo in luce l'apporto personale, al Cavaliere Giuseppe Biondi, l'Ispettore sanitario che aveva presieduto e coordinato il gruppo di medici operante nella Sezione Vicaria "con una solerzia e una filantropia degne di quella lode solo a pochi concessa".
L'opera si pone nell'orizzonte del trattato scientifico, ma dopo aver descritto il morbo nei suoi aspetti generali, nei suoi effetti, nel suo decorso, nelle sue soluzioni negative (morte) o positive (guarigione) e aver sostenuto il discorso con gli esempi tratti dalla propria esperienza e ricorrendo talvolta anche alla statistica, Ria pone alla fine il proprio lavoro in una visuale pedagogica; sostiene infatti di aver scritto "col fervente disio di giovare alla scienza ed alla umanità".

Tuttavia la duttilità dell'opera permette di collocarla nell'habitat delle opere narrative, più precisamente di quelle del resoconto di viaggio:
... non vo', né presumo fare del colera un completo lavoro scientifico e piuttosto somigliomi a viaggiatore che notando nel suo taccuino le rarità dei luoghi visitati vi pone in fronte Impressioni.
Alla fine della Lettera XI ribadisce proprio questo aspetto:
Credo avere così tracciato le tre variazioni del colera fra noi sotto l'impeto di tre venti e non aspiro alla superbia di averle scolpite, come dovrebbesi, perché, ripeto, io scrivo su queste pagine le Impressioni del viaggiatore.

##### Le teorie di Ria sulla diffusione del morbo
Da secoli i medici, nel caso del colera come delle altre malattie infettive, erano divisi dal punto di vista teorico in miasmatici e contagionisti. I primi ritenevano che le malattie epidemiche venissero diffuse dall'aria corrotta, ovvero dai miasmi, prodotto della decomposizione di materiale organico; i secondi, al contrario, erano convinti che il morbo si trasmettesse dall'uomo malato al sano, ma siccome non riuscivano a individuare il fattore di contagio, venivano perlopiù ignorati.

La disputa tra coloro che ritenevano il colera contagioso o epidemico vide il dottor Ria incerto e in una curiosa posizione mediana che assume entrambe le ipotesi cercando di conciliarle:
...io crederei (...) il colera contagioso ma non come della scabbia e della sifilide in cui il contatto è tutto, piuttosto diciamo contagioso perché esso migra da un luogo all'altro se le persone o le cose lo traducono. (...) E però io credo il colera non contagio né epidemia in tutto perché comincia da quello, si converte in questa ed ha bisogno nell'individuo di peculiari condizioni che senza nascondersi sotto il generico velame della misteriosa predisposizione si traducono nei quattro elementi igienico, dietetico, atmosferico e anco morale; la somma dei quali o di alcuni è la causa determinante perché nell'individuo esposto all'influenza si sviluppi il male..
Con onestà scientifica Ria ammetteva di non sapere se fossero cellule, spore o miasmi a diffondere il contagio, ma non poteva negare che dovesse essere introdotto in una città da persone o oggetti che recassero in sé qualcosa, di cui ancora non sapeva spiegare la natura. Il colera così importato produceva nell'aria un miasma o qualcos'altro che fecondava se le condizioni locali o individuali lo permettevano.
Infatti riteneva che il germe causa del morbo non migrasse da una persona ad un'altra ma che fosse presente nell'aria e, una volta respirato dall'individuo si incubasse e si manifestasse se condizioni igieniche, dietetiche ed atmosferiche fossero state favorevoli al suo sviluppo.
Se nel colera tutto fosse stato dovuto solo al contagio, di conseguenza, affetto un solo membro della famiglia, tutta questa avrebbe dovuto contrarre la malattia; ciò non veniva riscontrato se non in alcuni casi. Durante molte visite Ria aveva notato che in molte famiglie, benché tutti dormissero nello stesso letto del coleroso, il contagio non avveniva. Egli stesso, insieme ai suoi infermieri, aveva respirato la stessa aria del malato, lo aveva toccato eppure non aveva manifestato sintomi.

Per cercare di comprendere la causa di questi fenomeni, aveva ipotizzato una quarta causa scatenante, oltre a quelle igienica, dietetica ed atmosferica, alla quale attribuiva grande importanza: questa era il morale, da lui inteso come paura del male che portava al manifestarsi della malattia.
...la paura quindi lo ha ucciso ed io stesso ho compreso quel giorno quanto sia potente tal causa poiché commosso (...) mi pareva essere diarroico, algido, tra vomiti e se non avessi a me stesso imposto con animo forte la indifferenza all'altrui sventura, vedeva dover tra poco esser io la vittima dello spavento.

### L'attenzione all'igiene
Con occhio critico e lungimirante Ria richiamò l'attenzione alle condizioni igienico-sanitarie attribuendo loro valore di prevenzione contro le malattie. L'ambiente osservato è quello della Napoli in cui viveva ed operava:
Provo uno sdegno quando lungo la via vedo dei fanciulli cenciosi e luridi, con la cute annerita dal sudiciume, eppure non ci vorrebbe che un po' d'acqua per allontanare tanti morbi ed avere un futuro robusto giovanotto. I vestimenti siano pure logori se la miseria così comanda, ma siano puliti, perché della sporcizia è colpa la spensieratezza, ma non la miseria.
Ribadì la necessità dell'igiene personale, accusando non solo la trascuratezza domestica ma, soprattutto, quella delle istituzioni pubbliche e puntando con decisione sull'equilibrio tra sviluppo ed educazione della mente e, parallelamente, sviluppo ed educazione del corpo.
La convinzione che una maggiore igiene personale potesse prevenire l'insorgenza delle malattie, derivava anche da un'attenta osservazione delle abitudini delle meretrici, le quali " avevano abitudini igieniche più accorte per necessità della professione", inoltre si riteneva un tempo che "lo sperma assorbito rinvigoriva l'organismo maschile e femminile".
Per Ria la 'salubrità' dell'aria sembrava un valido rimedio in funzione preventiva, nasceva da questo la visione idilliaca del paese natale, Tuglie, visto come locus amoenus resistente alle insidie del morbo o capace di sanarle rapidamente.
A Napoli invece gli stessi elementi naturali sembrano rafforzare il propagarsi dell'epidemia; lo scirocco e la pioggia, che altrove sembravano cancellare la malattia, lì come a Livorno (secondo la testimonianza di Francesco Puccinotti per il colera del 1835) dava l'impressione di renderla più feroce.
La situazione era più drammatica in alcuni quartieri napoletani dove "le case sono basse, luride, ammonticchiate ed in vichi angustissimi", in particolare in contrada S. Antonio Abbate, nel vicolo della Duchesca e nel Vico Lungo S. Giovanni a Carbonara.
Ria operò soprattutto nella Sezione Vicaria dove "le condizioni igieniche non sono le più felici del mondo perché strade anguste, non aerate, non lucide ed ingombre qua e là di piccoli pantani la traversano; un volgo numeroso, incolto, lurido e poverissimo vive stipato nei meschini abituri che meglio direi sepolcri di vivi perché oscuri, stretti, fetidi e spesso sottoposti al livello della strada (...) Ho inteso le fetide esalazioni dei cessi mal costruiti dentro lo stesso abituro o quelle di manifattorie vicine proibite da ogni civiltà ed igiene ed aggiungersi a ciò il sudiciume dei logori panni, perché la indigenza è somma e più ancora perché questa plebe non ama né vuole almeno lavare con acqua i suoi cenci".
Nei successivi numerosi lavori scientifici, promosse la pratica idroterapica, allora in voga, in funzione preventiva, reinterpretandola in chiave clinica.

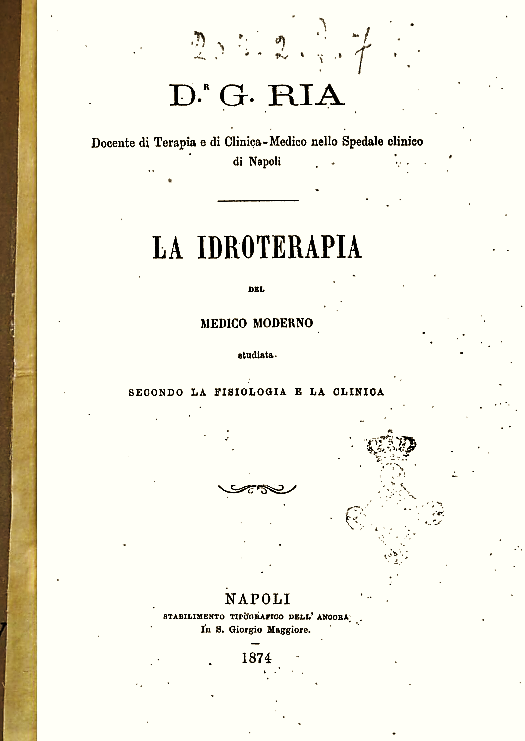
Copertina de "La Idroterapia del medico", 1874

#### La Idroterapia del medico
La Idroterapia del medico studiata secondo la Fisiologia e la Clinica è un'opera del 1875 in cui Ria, dopo aver effettuato una sintesi delle pregresse conoscenze in ambito idroterapico, espose tutti i benefici che la Idroterapia poteva avere per varie patologie (costituzione debole, anemia, morbi acuti, finanche la nevrosi, l'epilessia e l'isterismo).

Grande importanza è attribuita all'acqua fredda, cui è dedicata la Terza Parte dell'opera.
Principio supremo che deve guidare il medico nel distinguere le applicazioni curative dell'acqua fredda è che questa, malgrado sia unica nella sua origine e composizione, ha poi la virtù di produrre varie azioni fisiologiche e molteplici indicazioni curative secondo la sua temperatura, secondo vari modi di applicarla sul corpo e secondo una folla di tante altre circostanze.
Considera i benefici che se ne possono trarre per le sue azioni refrigerante, eccitante, antiflogistica, emostatica e sedativa, nonché tonica, rivulsiva, depurativa e igienica. 
L'acqua fredda è un grande agente curativo, ma se la severità clinica non viene a dirigerla, temo che la labe della specialità e della panacea la invalidi e la discrediti innanzi alla scienza e al pubblico.
Lo scopo che Ria si prefiggeva con quest'opera era quello di semplificare la Idroterapia e metodizzarla stabilendo i morbi che può curare e le forme di amministrazione che possono essere scelte per conseguire quella cura.

##### Il rapporto con la medicina specialistica
Ria era consapevole dell'utilità della medicina specialistica, che permetteva un più rapido e migliore progresso di una branca medica, rispetto a quanto fosse possibile attraverso la medicina generica, tuttavia, in quanto professionista, era altrettanto conscio dei danni prodotti da chi si attaccava a ogni rimedio spacciato per infallibile e, ogniqualvolta veniva scoperto un nuovo farmaco o una nuova terapia, tentava di applicarli a tutte le malattie finché lo studio sperimentale e clinico non ne dimostrava i limiti d'azione e d'uso.
Bisogna cancellare molte esagerazioni della specialità, e farsi invece manodurre dalla moderata saggezza della medicina generica, la quale quantunque volte cade nelle mani dello specialista, non può talvolta non essere posta, novello viandante, nel letto di Procuste. Né con ciò dire io vo' anatematizzare gli studii speciali, anzi vorrei incoraggiarli, perché studiando l'agente qualunque terapico con un indirizzo speciale si mostrano tutto il suo fisiologismo e la serie delle sue indicazioni curative.

## Pubblicazioni
- Lettere storico-cliniche del colera nella Sezione Vicaria dirette al Cav. Giuseppe Biondi Professore di Medicina dal Dott. Giuseppe Ria, Napoli, Stamperia dell'Industria, 1866
- La Idroterapia del medico moderno studiata secondo la Fisiologia e la Clinica, Napoli, Stabilimento Tipografico Dell'Ancora, 1874
- Saggio di Terapia speciale fondata sulla Materia medica e sulla Clinica (Morbi infettivi), Napoli, Stabilimento Tipografico Dell'Ancora, 1875
- Storie cliniche, Napoli, Stabilimento Tipografico Dell'Ancora, 1880
- Alcune lezioni di clinica medica, Napoli, Stabilimento Tipografico Dell'Ancora, 1884
- L'Acqua di Fiuggi in Anticoli di Campagna, Napoli, Stabilimento Tipografico Dell'Ancora, 1886
- Studi di Clinica Medica e Terapia Clinica, Napoli, Stabilimento Tipografico Dell'Ancora, dodici volumi tra il 1886 e il 1910